# Salbutamol
Salbutamol (INN) hoặc albuterol (Usan) là một chất chủ vận thụ thể β2-adrenergic sử đụng để làm giảm co thắt phế quản ở bệnh như hen suyễn và bệnh phổi tắc nghẽn mãn tính (COPD). Nó được bán trên thị trường như Ventolin trong các thương hiệu có tên khác.
Salbutamol là chất chủ vận thụ thể β2-adrenergic được bán trên thị trường trong năm 1968. Chất này được bán lần đầu tiên bởi Allen & Hanburys (Anh) dưới tên thương hiệu Ventolin, và đã được sử dụng để điều trị bệnh hen suyễn từ đó. Nó đã được Cục quản lý Thực phẩm và Dược phẩm (FDA) phê duyệt cho sử dụng tại Hoa Kỳ tháng năm 1982. 
Thuốc thường được sản xuất và phân phối dưới dạng salbutamol sulfat.

## Điều trị
Salbutamol được dùng chủ yếu bằng đường hít cho tác dụng trực tiếp trên cơ trơn phế quản. Điều này thường được thực hiện thông qua một ống hít có đồng hồ đo liều lượng (MDI), dụng cụ phun xịt, hoặc các dụng cụ khác. Trong các hình phun hít, các tác dụng tối đa của salbutamol có thể diễn ra trong vòng từ 20 phút, mặc dù một số tác dụng giảm nhẹ được thấy ngay tức thì. Thời gian tác dụng trung bình là khoảng 2 giờ. Nó cũng có thể được tiêm tĩnh mạch. Salbutamol cũng có ở dạng uống (viên nén, xi-rô).

## Lạm dụng trong thể thao
Salbutamol đã được chứng minh cải thiện trọng lượng cơ bắp ở chuột và báo cáo giả thuyết rằng nó có thể là một thay thế cho clenbuterol cho mục đích đốt cháy mỡ và làm tăng cơ bắp, với nhiều nghiên cứu hỗ trợ cho tuyên bố này. Việc lạm dụng thuốc có thể được xác nhận bằng cách phát hiện sự hiện diện của nó trong huyết tương hoặc nước tiểu, thường vượt quá 1000 µg/L..

## Lạm dụng trong chăn nuôi
Tại Việt Nam, một số trang trại chăn nuôi gia súc đã trộn thuốc này vào thức ăn gia súc để làm tăng lượng nạc ở thịt gia súc nuôi. Khi trộn vào thức ăn gia súc, gia cầm, các chất này có tác dụng thúc cho lợn lớn nhanh hơn, mông, vai nở hơn, tỉ lệ nạc cao hơn, màu sắc thịt đỏ hơn.